# Taladas
Taladas es un continente situado en el hemisferio norte del mundo ficticio de Krynn, de la saga Dragonlance. Localizado al noreste del continente de Ansalon, es una masa de tierra de forma aproximadamente circular con dos grandes islas en su porción oriental: Hosk del Norte y Hosk del Sur. La fisonomía de Taladas fue profundamente alterada por el mismo Cataclismo que asoló a Ansalon; sin embargo, en vez de recibir una lluvia de fuego, sufrió el impacto de un único gran meteorito que tornó inhabitable el tercio oriental del continente, arruinó el naciente Imperio de Aurim y creó un mar de lava en su centro. La mayoría de la civilización restante se concentra en Hosk del Sur. En Taladas habitan muchas de las razas de Ansalon, pero sus culturas son notablemente diferentes. La nación más significativa de Taladas es la Liga de los Minotauros.
A diferencia de Ansalon, Taladas no ha sido prácticamente tratado en novelas y módulos del juego. Su primera trilogía, Crónicas de Taladas, comenzó a publicarse (la versión inglesa) en abril de 2005, con su primer volumen: Blades of the Tiger de Chris Pierson.